# Balduin III. Flanderský
Balduin III. Flanderský (940 – 1. ledna 962) byl flanderský hrabě.

## Život
Balduin se stal flanderským hrabětem roku 958, kdy získal od otce správu hrabství. O tři roky později se mladý hrabě oženil s Matyldou, dcerou Heřmana Saského z dynastie Billungů a již následujícího roku zemřel na kožní chorobu. Předtím se zúčastnil se bojů krále Lothara s Normany.
Starý hrabě Arnulf I. byl nucen se vrátit ke správě panství, protože vnuk Arnulf byl nezletilý. Své majetky nakonec postoupil králi Lotharovi s podmínkou, že jim bude vládnout až do konce svého života. Po smrti hraběte se král přihlásil o dědictví. Místní šlechta se však postavila na odpor a prohlásila hrabětem a dědicem panství malého Arnulfa, Balduinova syna. Laonský biskup Rorik zprostředkoval mírové ujednání, král uznal Arnulfův nárok a šlechta se podrobila králi.